# Petite rivière Waswanipi
Pour les articles homonymes, voir Waswanipi.
La Petite rivière Waswanipi est un affluent de la rive sud de la rivière Opawica. Elle coule vers le nord-est dans la municipalité de Eeyou Istchee Baie-James dans la région administrative du Nord-du-Québec, au Québec, au Canada.
Le cours de la Petite rivière Waswanipi traverse les cantons de Boyvinet et de Gand. La route 113 reliant Lebel-sur-Quévillon et Chibougamau passe dans la vallée de la Petite rivière Waswanipi.

## Géographie
Les bassins versants voisins de la Petite rivière Waswanipi sont :
- côté nord : rivière Waswanipi ;
- côté est : rivière Opawica ;
- côté sud :  lac Opawica, rivière Bachelor ;
- côté ouest : lac Waswanipi.

La zone de tête de la Petite rivière Waswanipi est située au sud de la rivière Waswanipi, à l'ouest du lac Opawica, au nord du lac Bachelor, au nord de la route 113, au nord du hameau Lac-Bachelor et au nord de la rivière Bachelor qui coule vers le lac Waswanipi.
La Petite rivière Waswanipi recueille plusieurs ruisseaux de tête et coule vers le nord-ouest en coupant la route 113 laquelle relie les villages de Desmaraisville et Waswanipi.
La Petite rivière Waswanipi se déverse sur la rive gauche de la rivière Opawica au nord de la confluence de cette dernière avec la rivière Chibougamau, confluence qui constitue la tête de la Rivière Waswanipi.

## Toponymie
Le toponyme Petite rivière Waswanipi a été officialisé le 1er novembre 1988 à Commission de toponymie du Québec.